# Slovenský orloj
Slovenský orloj je dřevěný orloj a také dřevěná socha, která se nachází v obci Stará Bystrica v okrese Čadca v Žilinskom kraji na severozápadním Slovensku.

## Historie a popis orloje
V rámci rekonstrukce náměstí byl v obci postaven jeden z nejmladších orlojů na světě, který byl dokončen roku 2009 a spuštěn a vysvěcen 18. července 2009 a stal se tak prvním na Slovensku. Orloj má výšku 14 m a nachází se na boční stěně kulturního domu na náměstí Rínok Sv. Michala. Celé dílo má tvar stylizované podoby Marie Sedmibolestné, patronky Slovenska a je označováno za největší dřevěnou sochu na Slovensku. Vnější výzdobu tvoří šest bronzových soch historických osobností Slovenska: kníže Pribina, král Svatopluk, Anton Bernolák, Ľudovít Štúr, Milan Rastislav Štefánik a Andrej Hlinka. Každou hodinu se objevují figurky svatých spojených se Slovenskem: Cyril, Metoděj, Ondřej-Svorad, Benedikt, Gorazd, Bystrík a Vojtěch ty jsou vyřezány z topolového dřeva řezbářem Peterem Kuníkem. Zvony orloje nesou jména Sv. Juraj a Riečnická Madona; první odbíjí čas, druhý doprovází světce. Astronomickou část orloje tvoří astroláb ukazující znamení zvěrokruhu, polohu Slunce a Měsíce a měsíční fáze, barvy na jeho desce znázorňují jednotlivé fáze dne : černá - noc, červená - úsvit a soumrak, modrá - den. Hodiny jsou vysoce přesné a jsou řízeny počítačem podle signálů DCF77. Stroj orloje i s astrolábem vyrobila pražská firma SPEL hodináře V. Špidlena. Uvnitř budovy je malá galerie a informační středisko a náhled do strojovny orloje.

## Další informace
Orloj i náhled do jeho strojovny je celoročně volně přístupný.

## Galerie

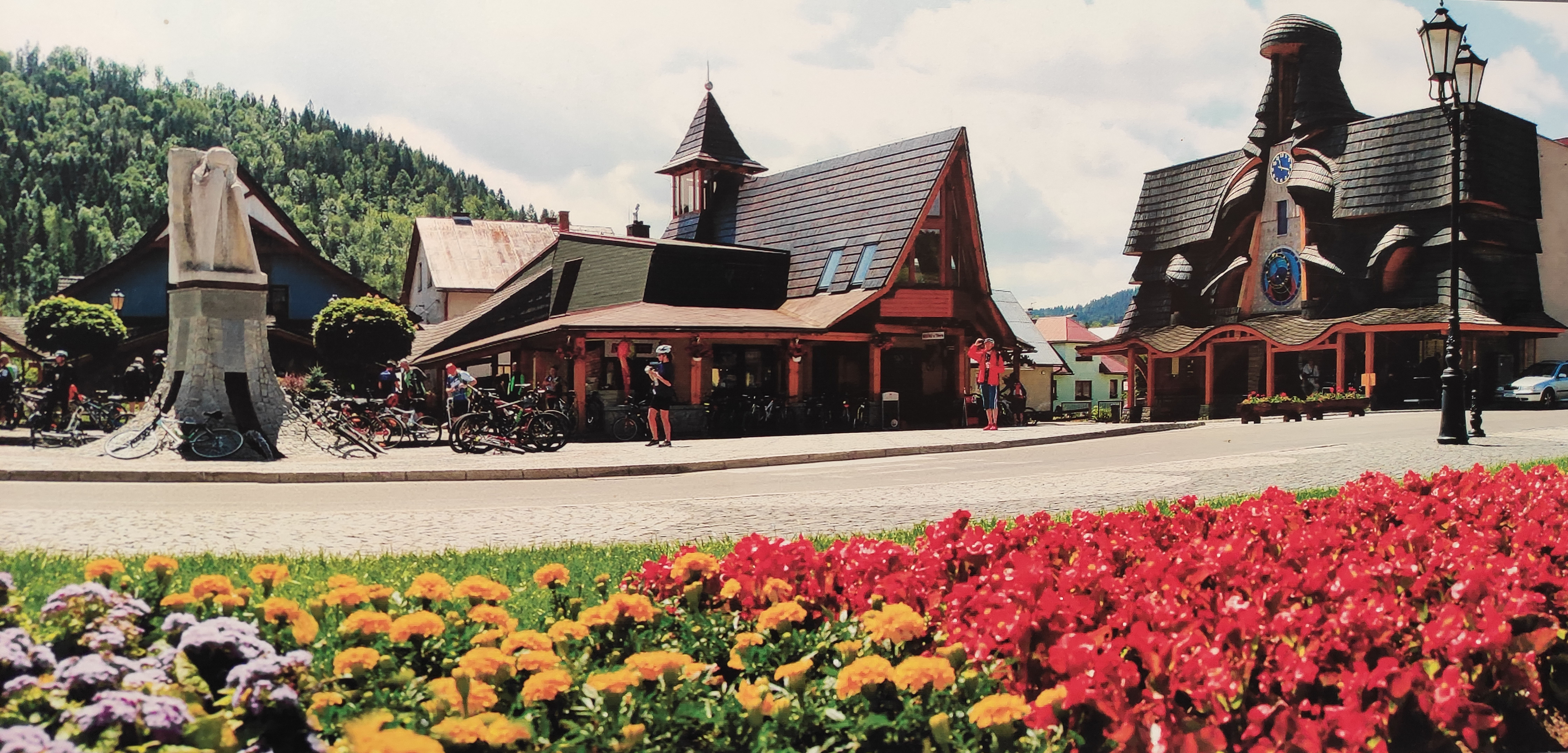
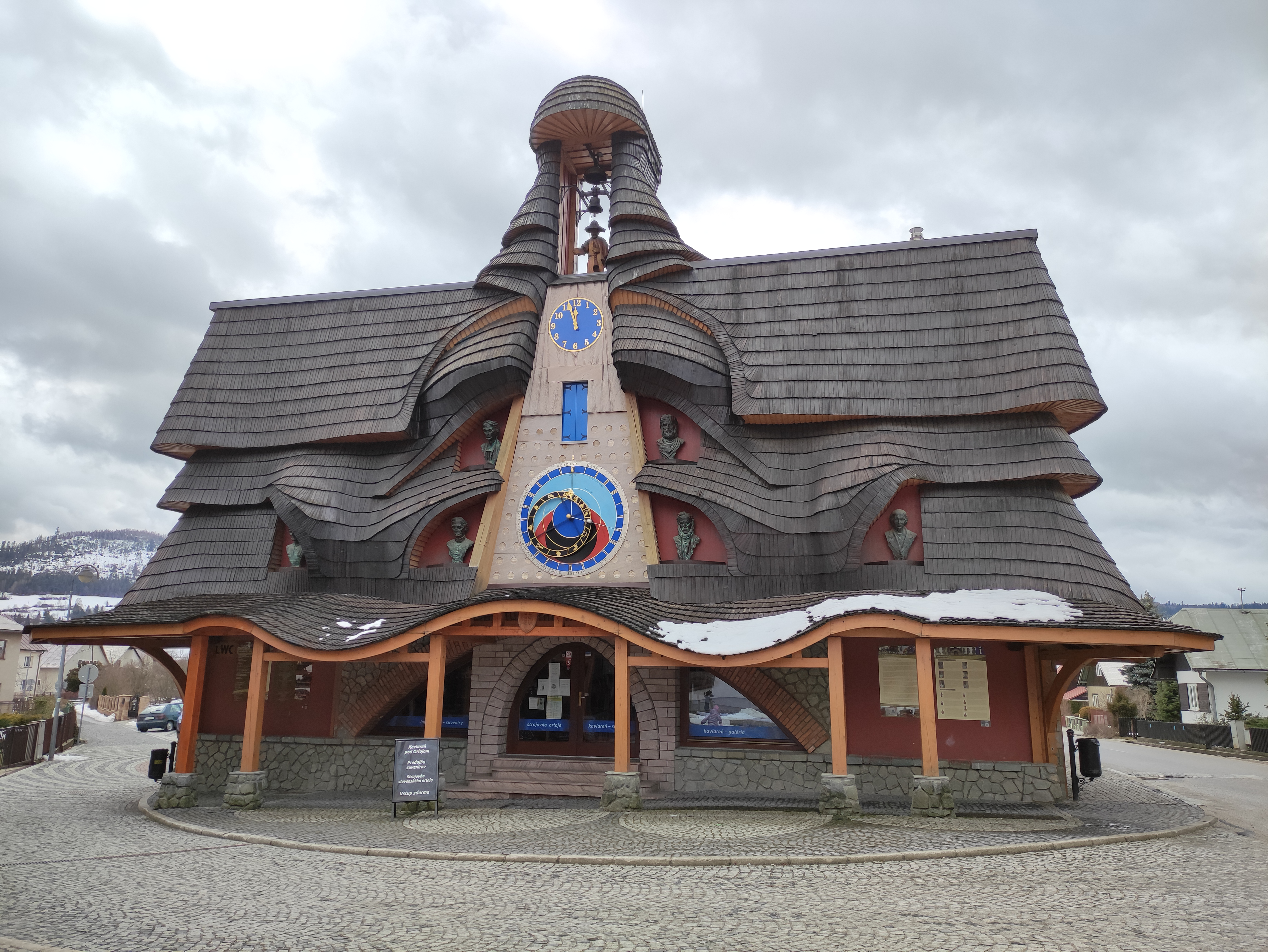
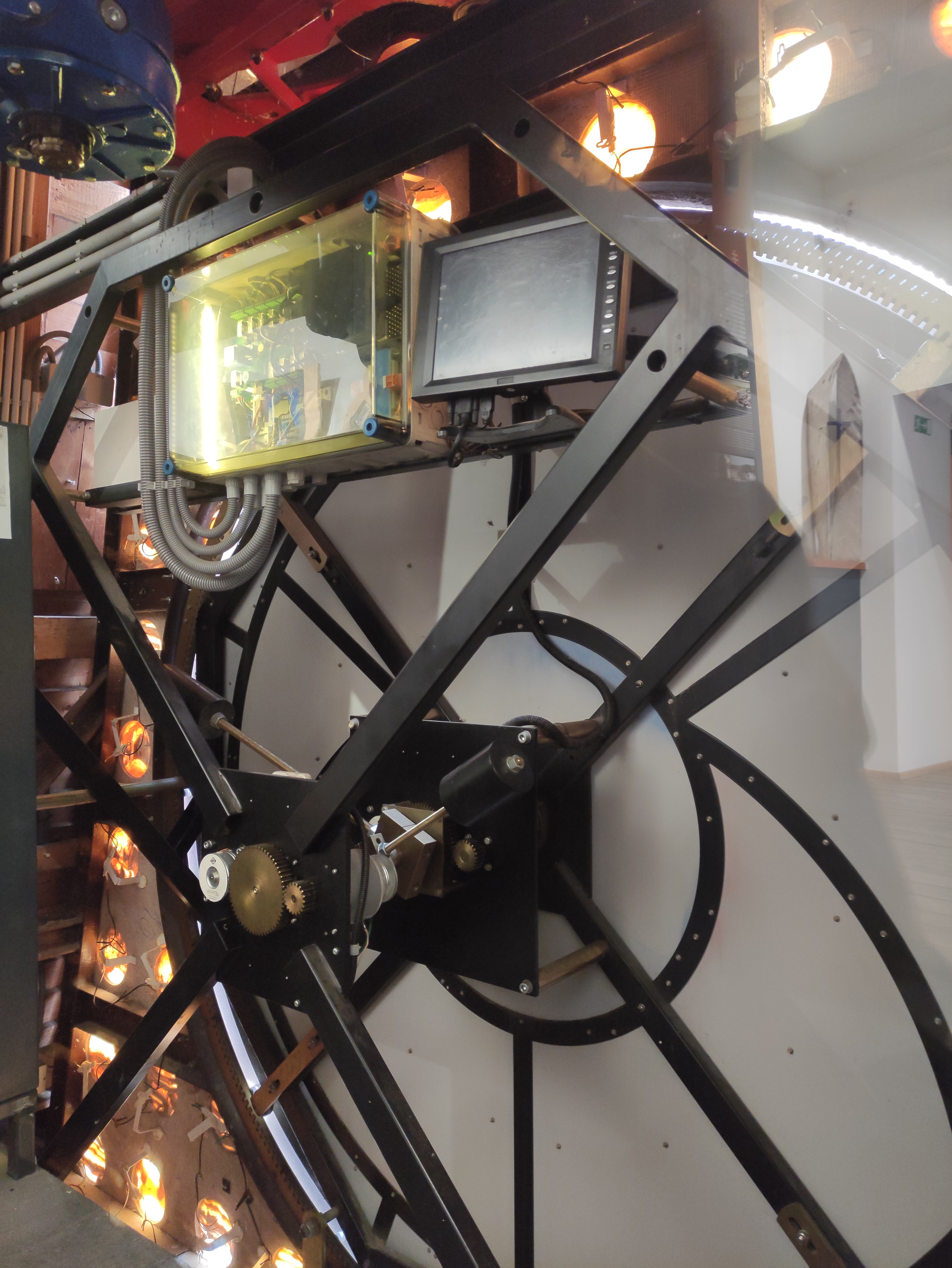
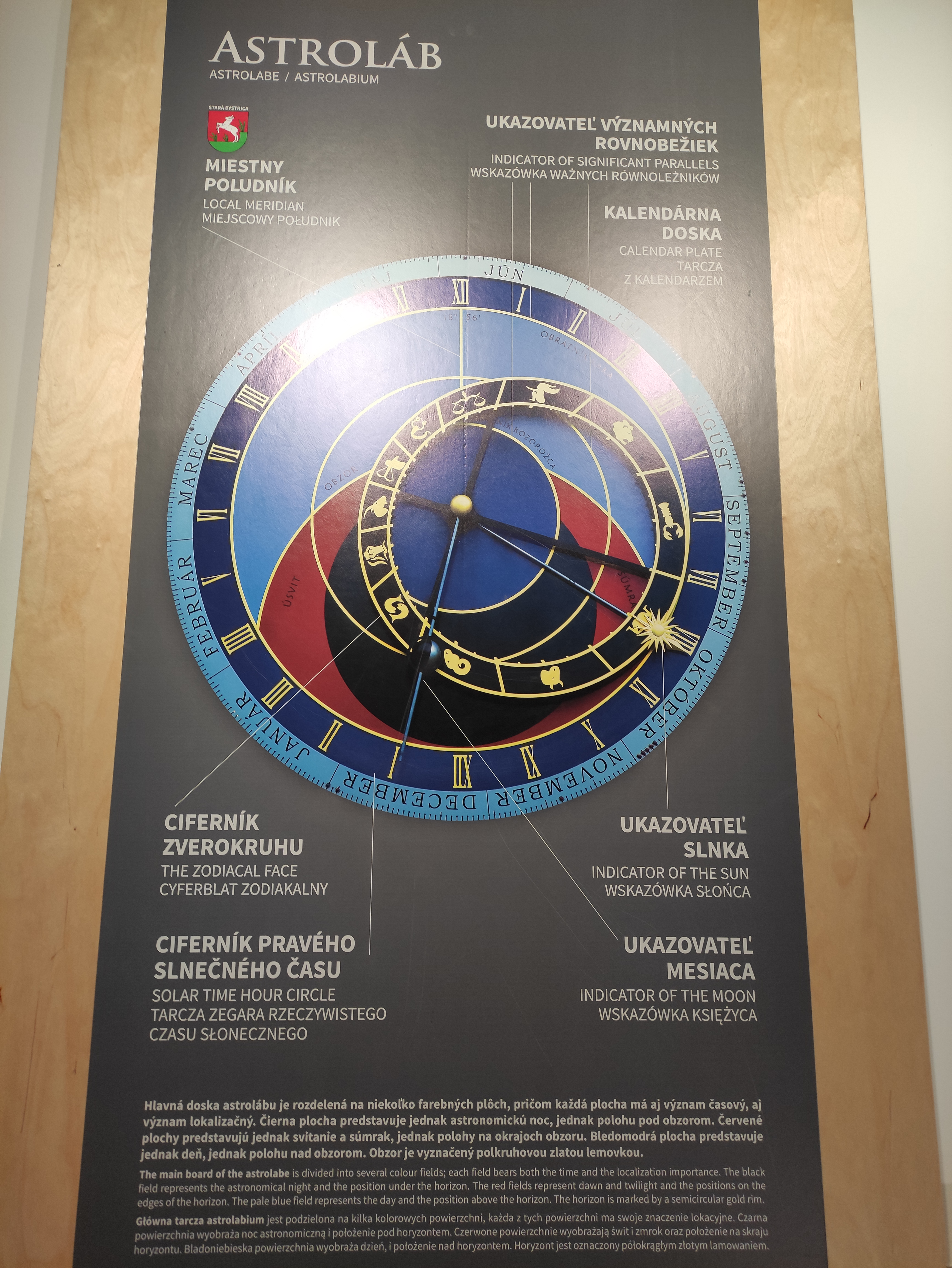
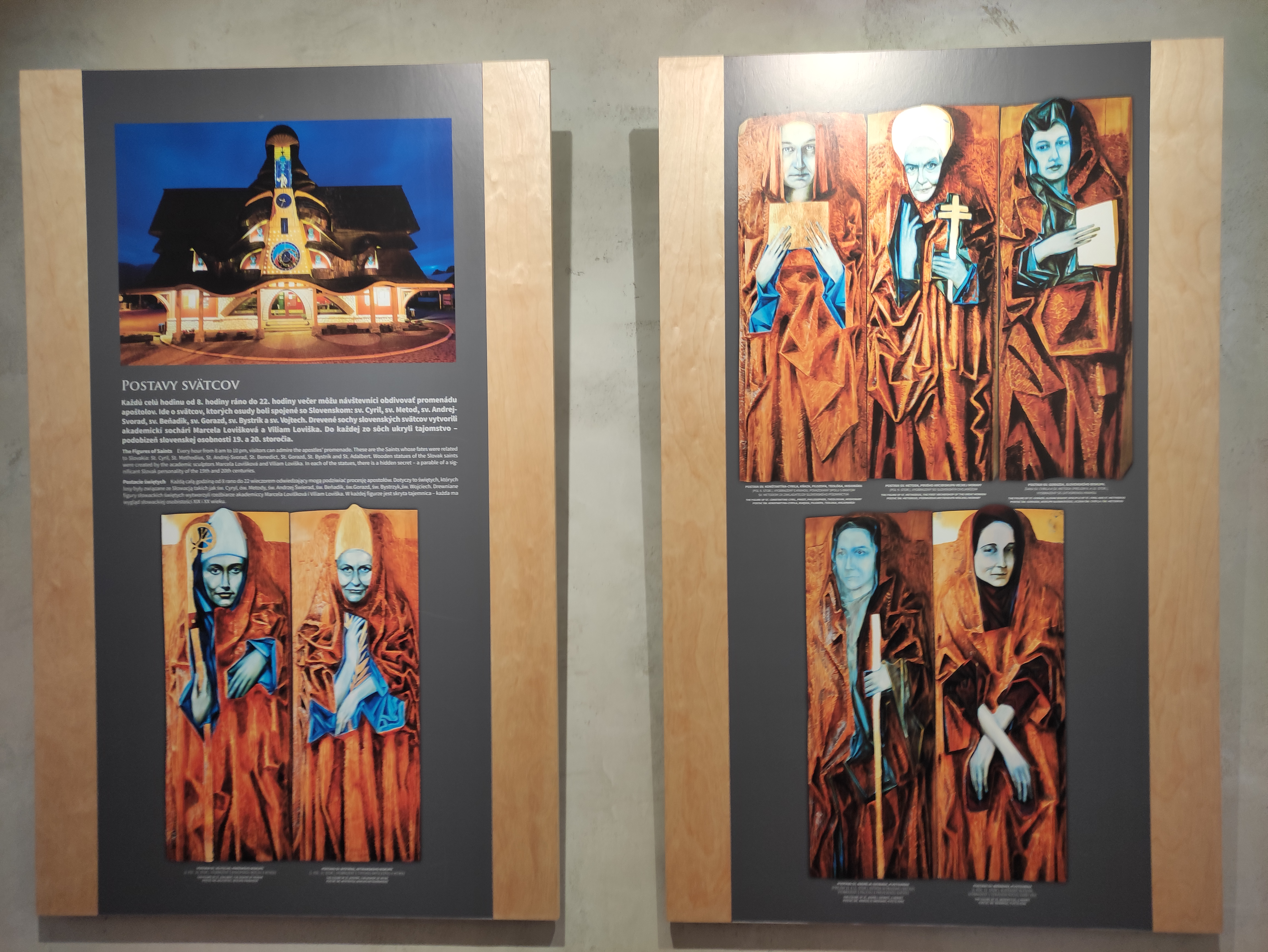
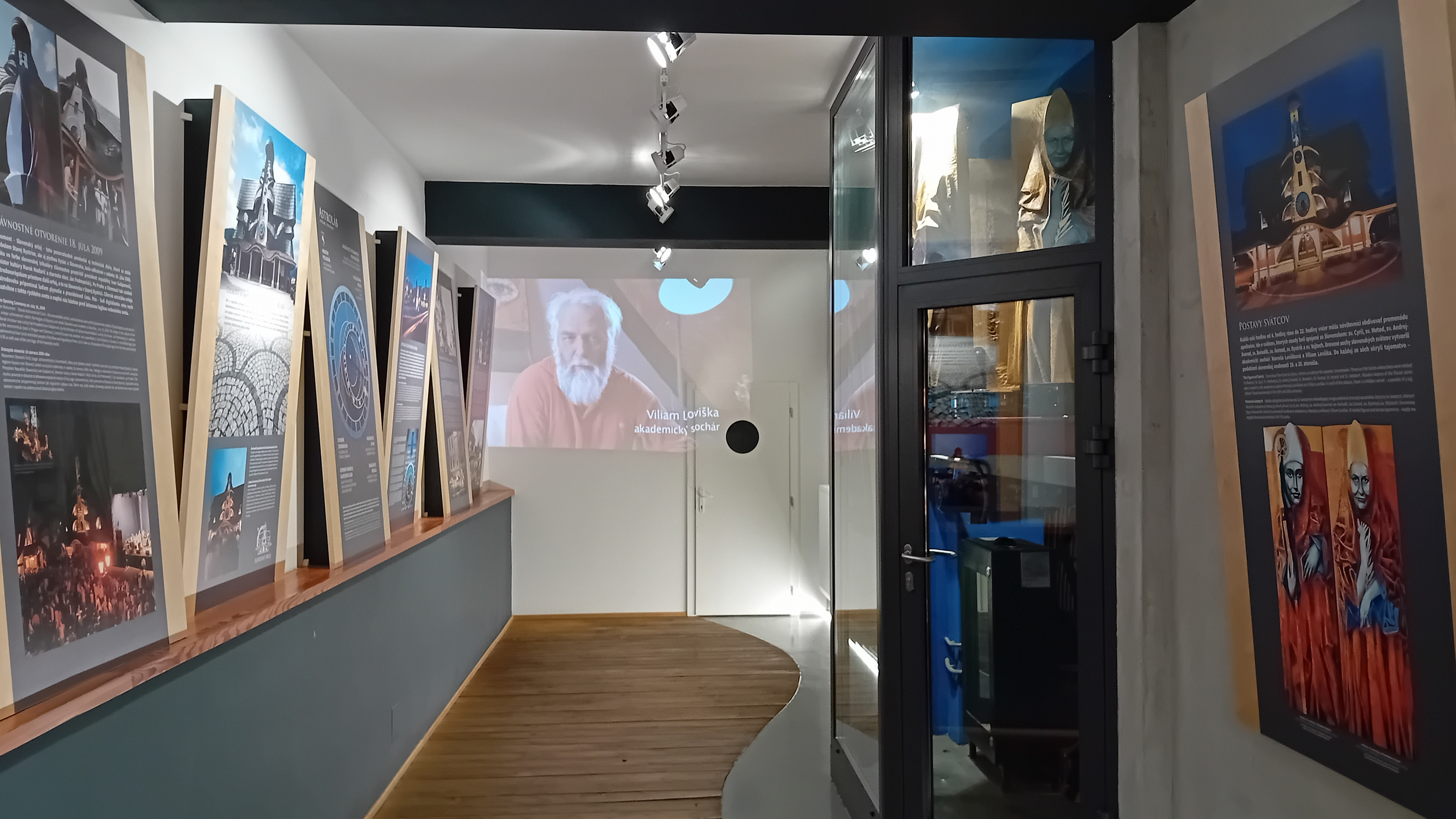